# Lars Wanhammar
Lars Wanhammar, född 19 augusti 1944 i Vansbro, är svensk ingenjör och professor emeritus. Han är pionjär inom digital signalbehandling (DSP) i Sverige.

## Utbildning
Wanhammar studerade vid Linköpings universitet, där han avlade magisterexamen 1970, ingenjörsexamen 1980 och doktorsavhandling 1981.

## Böcker
- Wanhammar, Lars & Saramäki, Tapio: Digital Filters Using MATLAB. Springer, 2020. ISBN 978-3-030-24062-2, ISBN 978-3-030-24063-9 (eBook).[1]
- Wanhammar, Lars: Analog Filters using MATLAB. Springer, 2009. ISBN 978-0-387-92766-4.[2]
- Wanhammar, Lars: DSP Integrated Circuits. Academic Press, 1999. ISBN 0-12-734530-2.[3]